# 折多河
折多河，也称康定河、瓦斯沟，位于中华人民共和国四川省甘孜藏族自治州东部，是大渡河右岸支流。发源于道孚县东南折多山，上游称雅拉河，东南流入康定县境，至康定市區炉城镇，右纳榆林河后转东流，于康定市姑咱镇下瓦斯村以东汇入大渡河。河长82千米，流域面积1566千米。流域属川西高山峡谷，富水力资源。
大多数地图都将康定市區以上河段标注为“雅拉河”，将榆林河标注为“折多河”，两河相汇后称“康定河”。本文采用的是《中国河湖大典》的说法。